# Сейф (Вісконсин)
Сейф (англ. Seif) — місто (англ. town) в США, в окрузі Кларк штату Вісконсин. Населення — 188 осіб (2020).

## Демографія
Згідно з переписом 2010 року, у місті мешкали 172 особи в 86 домогосподарствах у складі 47 родин. Було 139 помешкань
Расовий склад населення:
| - 98,8 % — білих - 1,2 % — осіб інших рас |

До двох чи більше рас належало 0,0 %. Частка іспаномовних становила 4,1 % від усіх жителів.
За віковим діапазоном населення розподілялося таким чином: 18,0 % — особи молодші 18 років, 59,3 % — особи у віці 18—64 років, 22,7 % — особи у віці 65 років та старші. Медіана віку мешканця становила 51,0 року. На 100 осіб жіночої статі у місті припадало 142,3 чоловіків;  на 100 жінок у віці від 18 років та старших — 123,8 чоловіків також старших 18 років.
Середній дохід на одне домашнє господарство  становив 54 795 доларів США (медіана — 44 375), а середній дохід на одну сім'ю — 59 352 долари (медіана — 49 643). Медіана доходів становила 47 083 долари для чоловіків та 27 292 долари для жінок. За межею бідності перебувало 13,7 % осіб, у тому числі 17,0 % дітей у віці до 18 років та 10,0 % осіб у віці 65 років та старших.
Цивільне працевлаштоване населення становило 95 осіб. Основні галузі зайнятості: виробництво — 22,1 %, освіта, охорона здоров'я та соціальна допомога — 14,7 %, роздрібна торгівля — 11,6 %, сільське господарство, лісництво, риболовля — 11,6 %.